# Burgstall Streiflesberg
Der Burgstall Streiflesberg ist eine abgegangene Höhenburg am Ostabfall des 491,6 m ü. NN hohen Streiflesberg beim heutigen Stadtteil Gottwollshausen der Stadt Schwäbisch Hall im Landkreis Schwäbisch Hall in Baden-Württemberg.
Am Streiflesberg gibt es zwei Burgställe, die heute als Oberer und Unterer Wiesenstein bezeichnet werden. Über diese beiden Anlagen sind keine geschichtlichen Informationen bekannt.
Die Burgställe auf dem Streiflesberg zeigen noch Wall- und Grabenreste.